# Belegen einer Klampe mit Kopfschlag

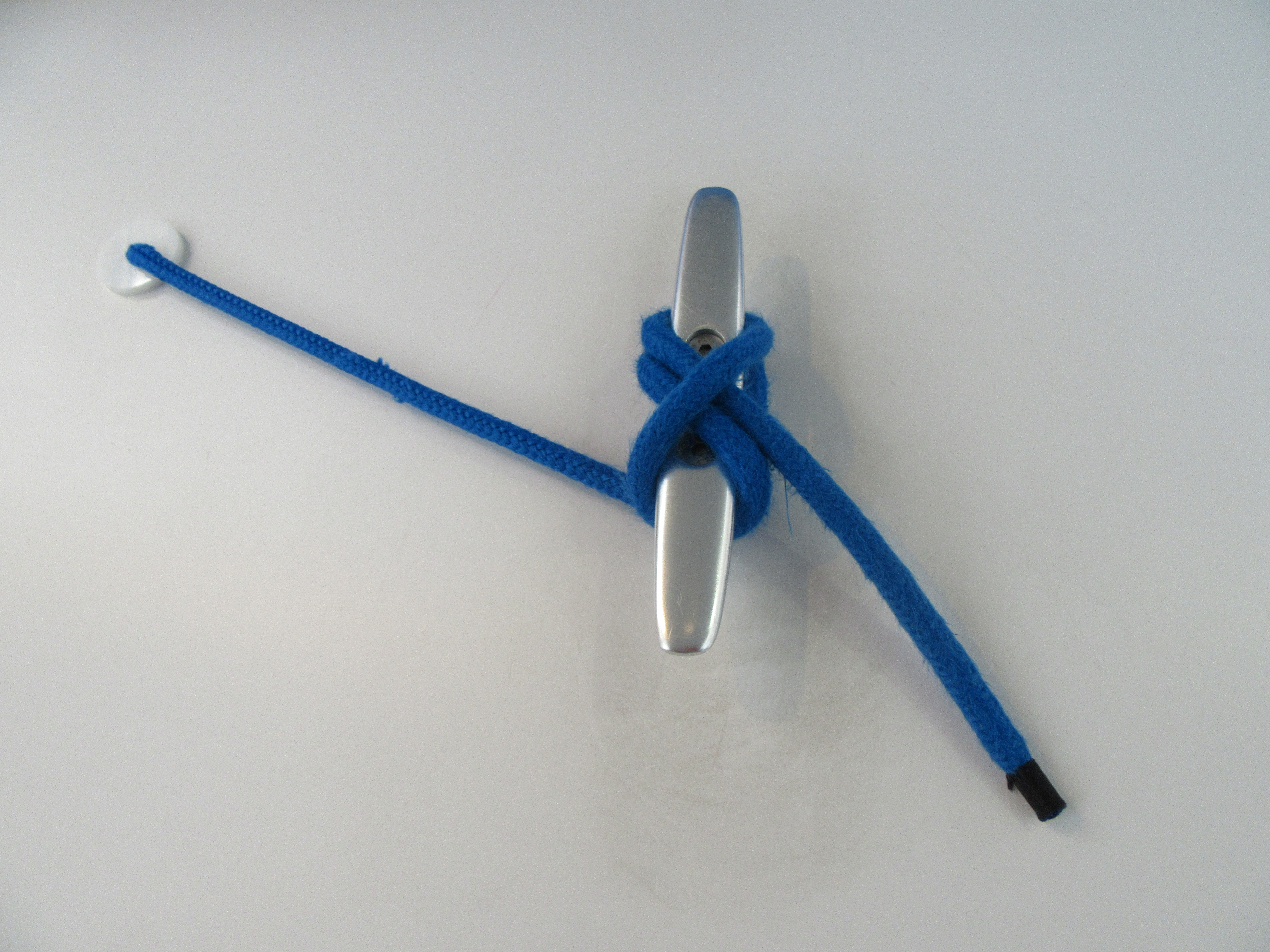
Belegen einer Klampe mit Kopfschlag

Belegen bedeutet in der Schifffahrt das Festmachen von Tauwerk an dazu geeigneten Vorrichtungen, beispielsweise auf einer Klampe. Das Belegen einer Klampe mit Kopfschlag ist ein Knoten, der für die praktische Prüfung des Sportbootsführerschein See abgefragt werden kann.

## Erster Schritt: Belegen auf der Klampe
Um einen Kopfschlag anzubringen, muss zuerst eine Leine auf einer Klampe festgemacht, bzw. belegt werden. Dieser Vorgang wird Belegen auf der Klampe bzw. Belegen einer Klampe genannt.

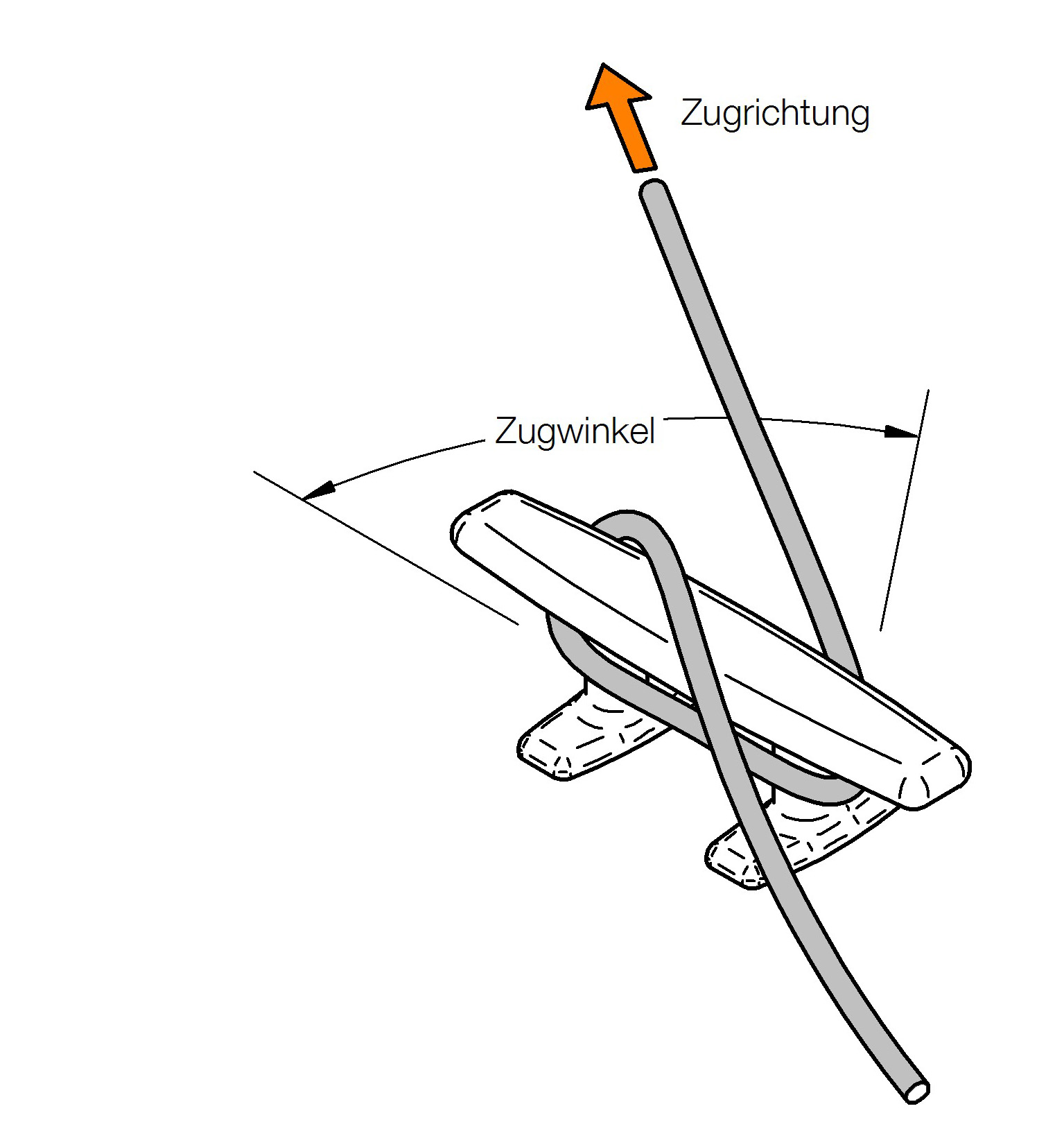
Die Leine wird zunächst auf der der Zugrichtung entgegengesetzten, also auf der dem zu befestigenden Objekt ferneren Seite der Klampe um diese herumgeführt.
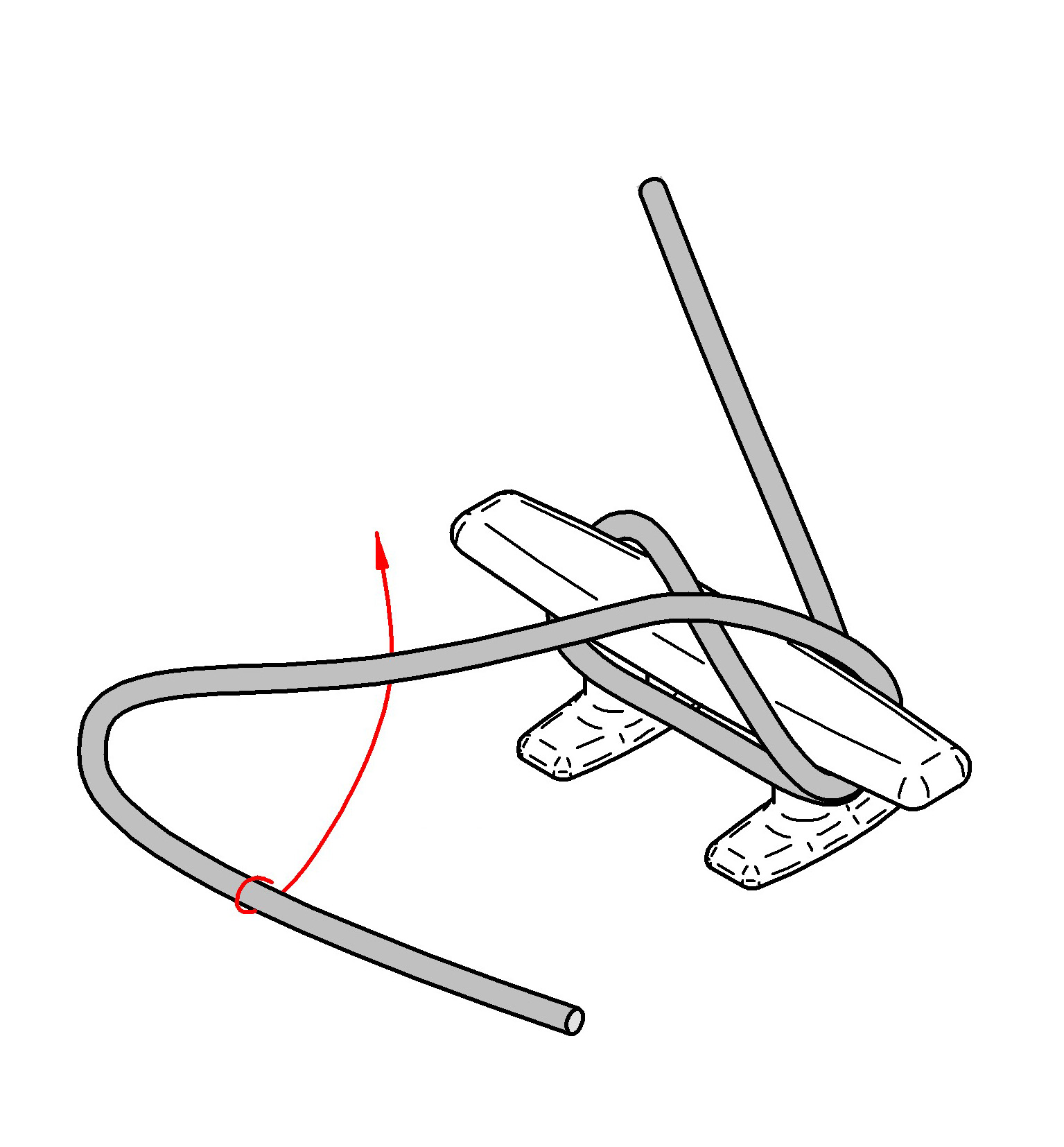
Dann wird die Leine zwei- bis viermal kreuzweise um die Klampe gelegt.

Das Belegen auf der Klampe wird noch sicherer, wenn zuerst ein ganzer Törn um die Klampe gelegt wird und dann erst mit dem kreuzweisen Legen begonnen wird.

## Zweiter Schritt: Abschluss mit Kopfschlag

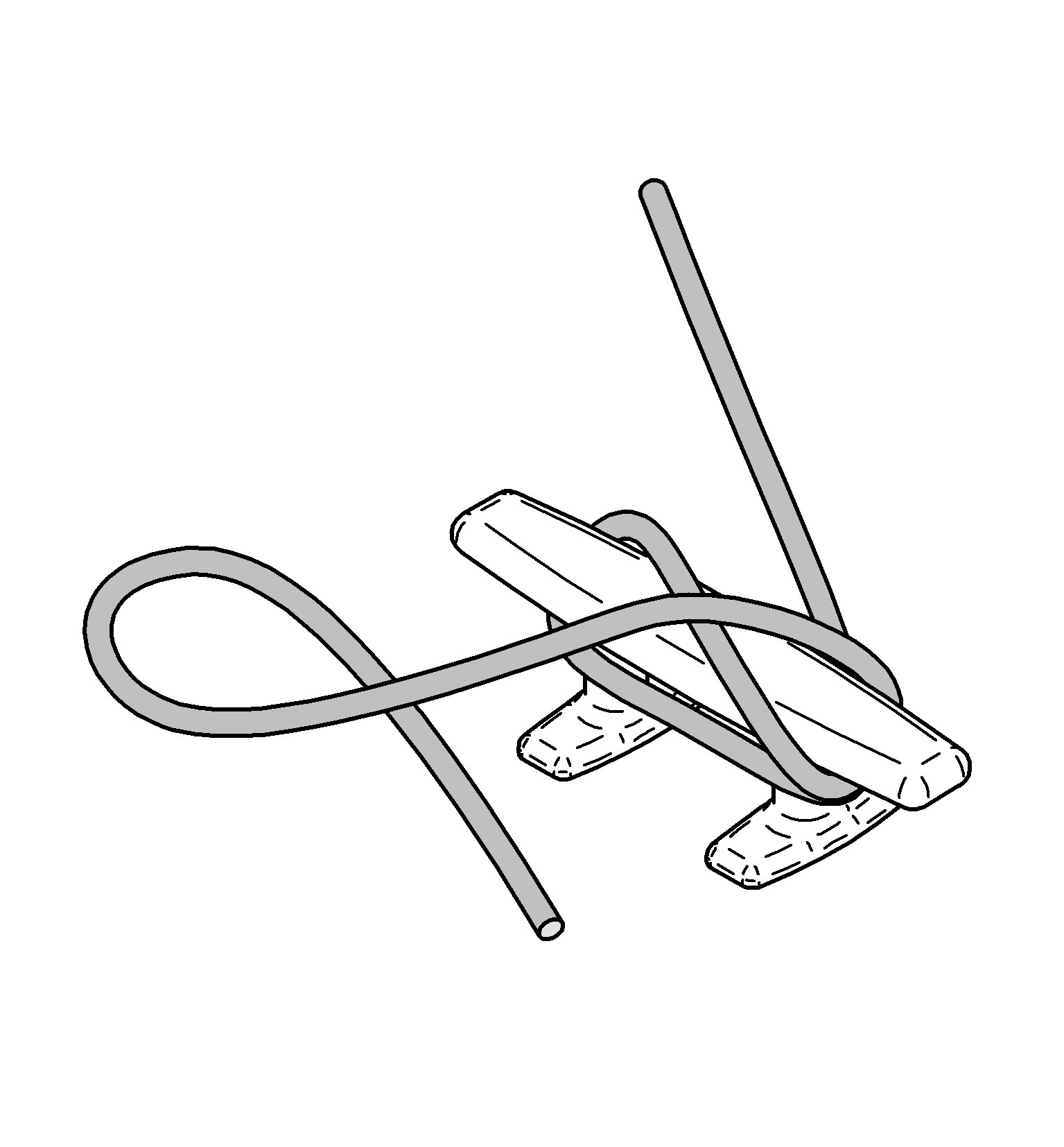
Dann wird ein Auge gelegt …
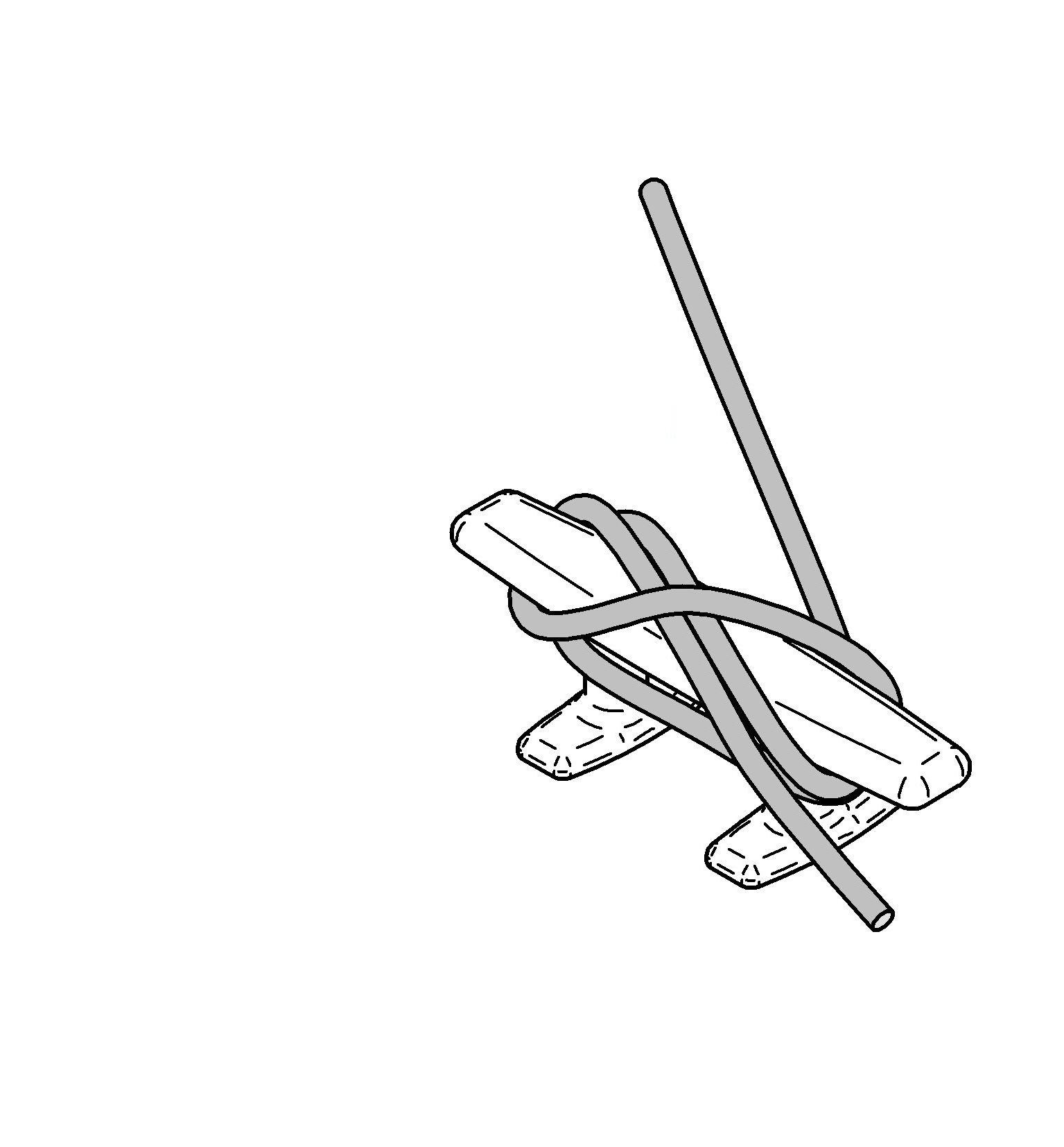
… und so über das Horn der Klampe gestülpt, dass das lose Ende beklemmt wird. Dieser nun entstandene Halber Schlag wird dabei Kopfschlag genannt.

Der sichernde Kopfschlag ist dann richtig, wenn sich seine Seilstränge über der Klampe gegenseitig kreuzen.

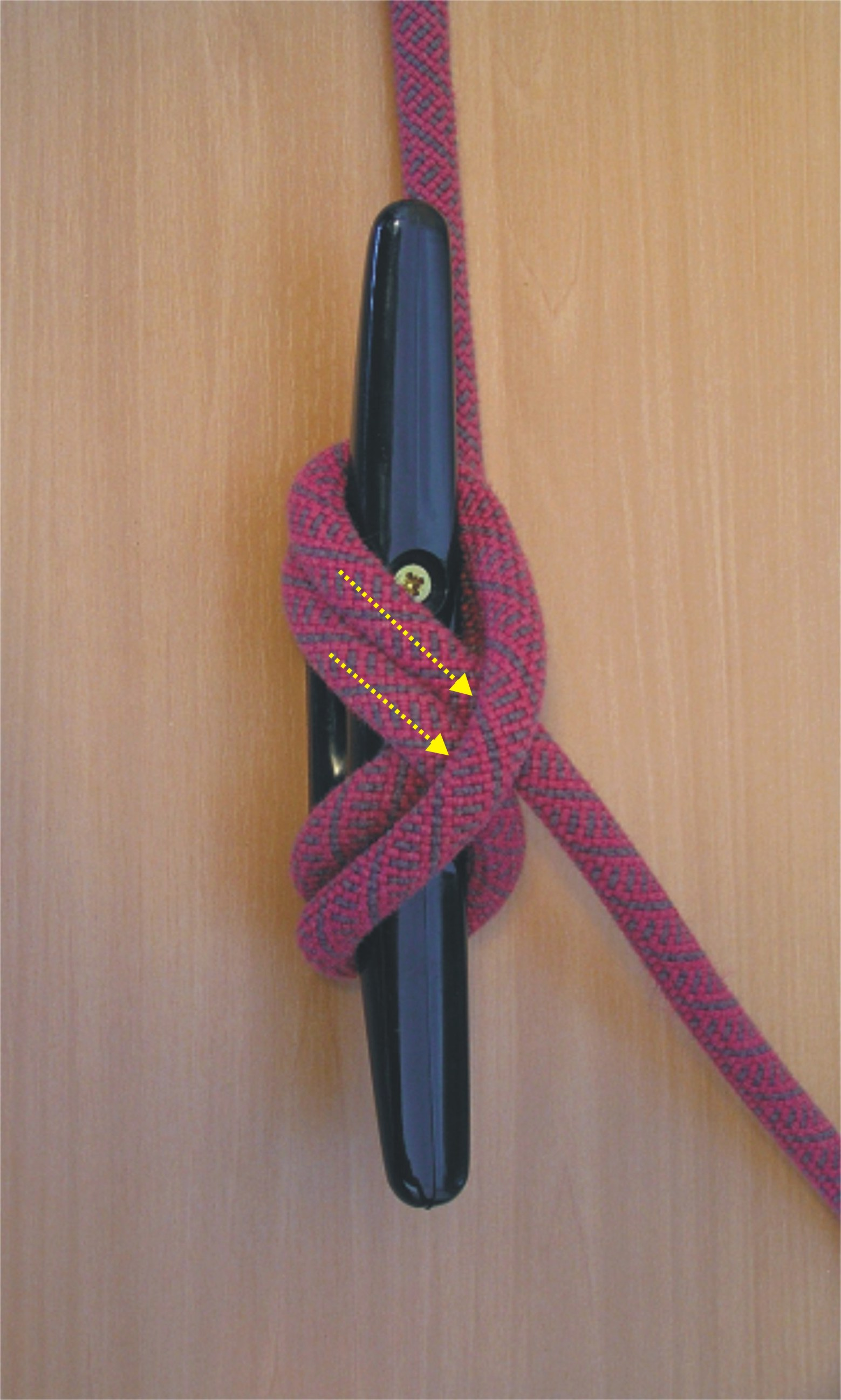
Richtig gelegter Kopfschlag
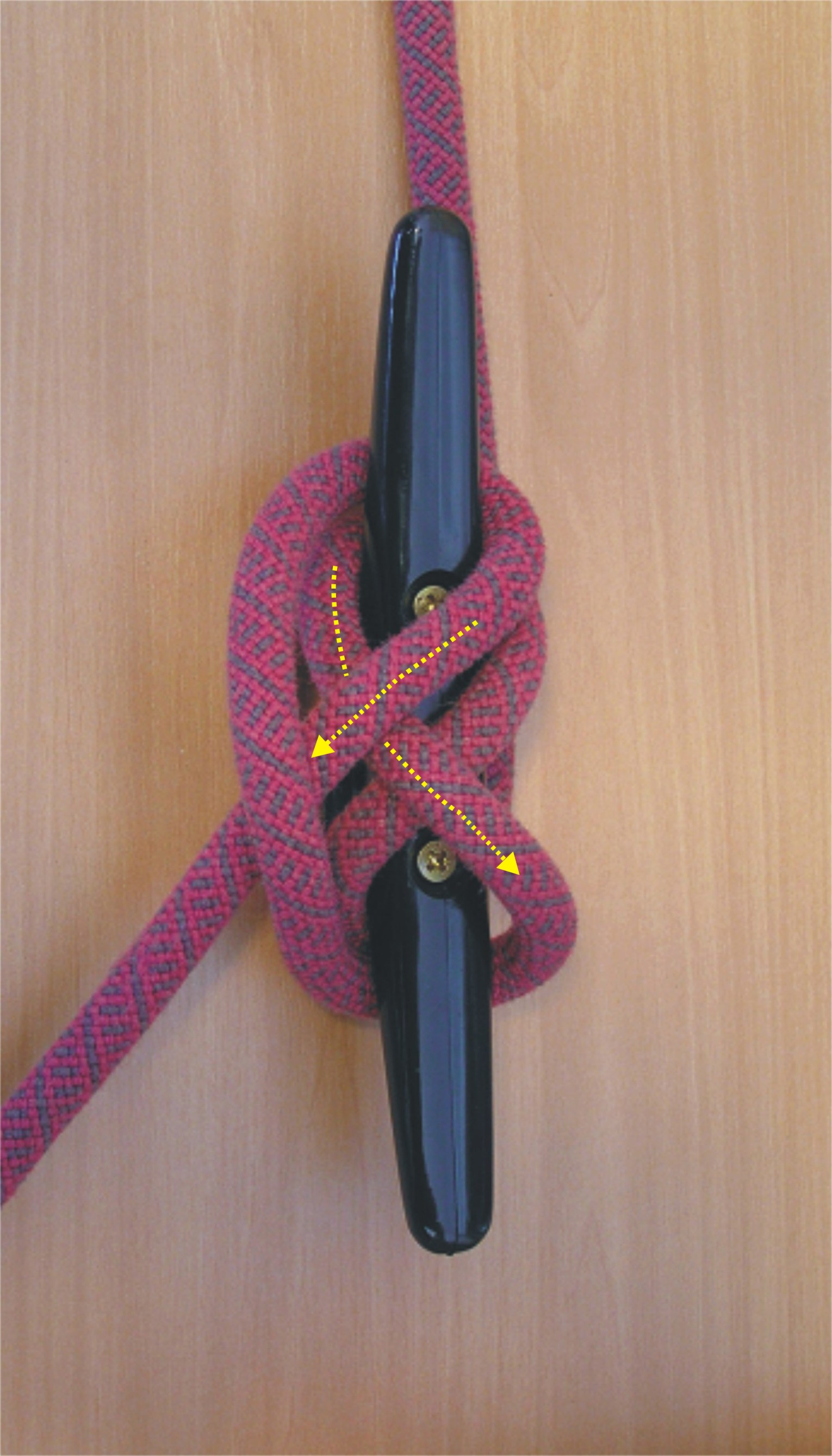
Falsch gelegter Kopfschlag

Ist die Klampe senkrecht angebracht, beispielsweise am Mast, dann ist der Kopfschlag am oberen Dorn der Klampe zu machen. Würde er unten gemacht, würde er sich durch die Schwerkraft von selbst lösen.
Das Belegen auf der Klampe mit dem Abschluss des Kopfschlages wird in der Literatur auch Klampenstek genannt.